# Lluís Soler i Panisello
Lluís Soler i Panisello (Deltebre, 14 de juny de 1983) és un polític català, actualment alcalde de Deltebre. Ha estat president de l'Associació Catalana de Municipis i Comarques, president del Consell Comarcal del Baix Ebre i diputat provincial a la Diputació de Tarragona. És llicenciat en Administració i Direcció d'empreses per la Universitat Pompeu Fabra i té diversos màsters i postgraus.

## Descripció
Lluís Soler i Panisello és llicenciat en Administració i Direcció d’Empreses per la UPF, amb l’especialitat en Economia i Gestió Pública. Soler també ha realitzat diferents màsters, postgraus i cursos en l’àmbit de la gestió pública. Entre aquests, per exemple, destaquen el Màster en Ciències Polítiques i Socials (UPF), el Màster en Fiscalitat (UOC), el Màster en Govern Local (UAB) i el Màster en Direcció Pública (ESADE). Simultàniament, també ha realitzat el Postgrau en Gestió i Administració Local (UAB), el Postgrau en Dret Administratiu Local (URV) i el Postgrau en Lideratge i Governança (UAB), a banda de titulació oficial de llengua anglesa.
El 2007 va entrar en política institucional sent escollit regidor a l’Ajuntament de Deltebre i, posteriorment, vicepresident del Consell Comarcal del Baix Ebre. La legislatura compresa entre el 2011 i el 2015 va ser el president del Consell Comarcal del Baix Ebre i cap de l’oposició a l’Ajuntament de Deltebre.
El juny de 2015 va ser nomenat alcalde de Deltebre, funció que encara desenvolupa després de les victòries en majoria absoluta els anys 2019 i 2023.
Durant la seva funció del càrrec d’alcaldia, Soler també ha estat president de l’Associació Catalana de Municipis i Comarques (ACM), entre els anys 2019 i 2023, i diputat d’Hisenda a la Diputació de Tarragona, durant el mandat 2015 – 2019.

## Trajectòria política
Soler va entrar com a regidor de l'Ajuntament de Deltebre el 2007 per la llista de Convergència i Unió, sent dels primers regidors d'aquesta coalició a fer servir una fórmula independentista per jurar el càrrec. El mateix any va ser nomenat conseller d'Ensenyament del Consell Comarcal del Baix Ebre i, mesos més tard, va assumir una de les vicepresidències de l'òrgan. El 2011, encara a l'oposició a l'Ajuntament de Deltebre, és nomenat president del Consell Comarcal del Baix Ebre. L'any 2015 la candidatura de Convergència i Unió, encapçalada per Soler, guanya les eleccions municipals de Deltebre i Soler esdevé l'alcalde del municipi amb 32 anys.
Amb la fundació del Partit Demòcrata entrà a formar part de la primera direcció executiva del partit, com a responsable de comunicació de 2016 a desembre de 2017 i com a responsable de Crowdfunding i Nous Sectors des de desembre de 2017. No obstant això, actualment Lluís Soler i Panisello no forma part de cap partit polític, més enllà d'Enlairem.
El setembre del 2019 fou escollit president de l'Associació Catalana de Municipis i Comarques (ACM), en substitució de David Saldoni, en la XXI Assemblea que l'entitat municipalista va celebrar a Girona. Un dels objectius expressats per Soler per a aquest mandat és construir una única veu del municipalisme català, juntament amb la Federació Catalana de Municipis.